# Черна (приток на Арда)
Вижте пояснителната страница за други значения на Черна.
Река Черна е река в Южна България, област Смолян, общини Смолян и Мадан, ляв приток на Арда. Дължината ѝ е 48 km. Отводнява югоизточните склонове на най-високата част на Переликско-Преспанския дял и северните склонове на Кайнадински рид на Западните Родопи.
Река Черна извира на 1770 m н.в. в най-западната точка на водосборния басейн на река Арда, в Переликско-Преспанския дял на Западните Родопи, на 5 km югоизточно от с. Мугла, община Смолян. По цялото си протежение тече в източна посока в тясна каньоновидна долина с единствено долинно разширение в района на град Смолян. Влива се отляво в река Арда, на 624 m н.в., на 800 m южно от село Лещак, община Мадан.
Площта на водосборния басейн на реката е 259 km2, което представлява 4,47% от водосборния басейн на река Арда. Основни притоци: → ляв приток, ← десен приток
- → Калъческа река
- → Остритска река
- → Техлен дол
- → Саскочето
- → Крива река
- → Куртев лом
- → Доксово дере
- → Бяла река (най-голям приток)
- → Майката
- ← Клокотнишко дере
- → Тикалско дере
- → Рековска река
- ← Речицка река
- → Мечи дол

Река Черна има дъждовно-снежно подхранване с максималния отток през април и май, а минимален – през декември и януари и август и септември. Среден годишен отток при село Търън 4,86 m3/s.
По течението на реката са разположени 1 град и 6 села:
- Община Смолян – Смолян, Влахово, Лъка, Подвис, Ровина, Търън;
- Община Мадан – Равнища.

По долината на реката преминават участъци от два пътя от Държавната пътна мрежа:
- На протежение от 16,8 km между Смолян и село Средногорци участък от второкласен път № 86 Пловдив – Смолян – Рудозем – ГКПП „Рудозем";
- На протежение от 9 km в чертите на град Смолян участък от третокласен път № 866 Смолян – Девин – Стамболийски.

В горното течение на реката има няколко десетки водохващания и каптажи, от които град Смолян се снабдява с питейна вода.

## Топографска карта
- Лист от карта K-35-86. Мащаб: 1 : 100 000.